# Falun znak
Falun znak, je simbol Falun gonga (Falun dafa). Znak u centru (卍) je simbol nazvan wan, koji se koristio u mnogim kulturama tisućama godina kao obilježje dobre sreće. Falun znak opisao je Li Hongzhi u Zhuan Falunu. Zakonski kotač Buda škole, Yin-Yang Tao škole i Svijet deset smjerova, svi simboli sadržani su u Falunu - zakonskom kotaču. Oblik 
Faluna je minijatura kozmosa u drugoj dimenziji vlastite forme postojanja i procese razvoja. On je jedan svijet. 

## Povijesti (Swastika) simbola
Engleska i njemačka riječ Swastika izvedena je iz sanskrtske riječi "Svastikah" (biti sretan). Prvi dio riječi svasti može se podijeliti u dva dijela: su (dobro; zdravo) i asti (je). Dugi dio astikah (bivanje). Riječ je povezana sa sretnim stvarima u Indiji ona znači sretan. U Indiji su korištene swastike okrenute u smjeru kazaljke na satu i u obrnutom smjeru s različitim značenjima. Swastika je jednostavan simbol, korištena je u mnogim društvima. Jedna od nastarijih poznatih swastika naslikana je u paleolitskoj špilji prije najmanje 10000 godina. Prije oko 2000 godina, kad je budizam došao u Kinu iz Indije, Kinezi su uzeli swastiku i njeno značenje sreće. U Kini je swastika smatrana kao kineski znak koji se čita "Wan" (na Mandarinskom). Smatralo se da to odgovara drugom kineskom znaku s istim izgovorom koji znači deset tisuća, veliki broj, sve.
Swastika simbol korišten je tisućama godina, u mnogim kulturama i grupama ljudi. On je bio poznat germanskim plemenima kao Thorov križ. Zanimljivo je da nacisti nisu koristili taj naziv koji je u skladu s njemačkom poviješću, nego umjesto njega koriste indijski izraz swastika. Thorov križ, simbol donijeli su u Englesku skandinavski doseljenici u Lincolnshire i Yorkshire, davno prije Hitlera. Simbol je nađen u židovskim hramovima starim 2000 godina u Palestini pa je Hitler koristio židovski i indijski simbol. Swastiku su koristili američki domorodci u sjevernoj, srednjoj i južnoj Americi. Prema Joe Hofler-u koji se poziva na dr. Kumbari-ja iz muzeja Urimqi u Xinjiang-u, Kina, Indo-arijci germanskog ogranka doputovali su u Europu oko 2000 godina prije nove ere i donijeli sa sobom swastika  simbol (sunčev disk) kao njihovu religijsku umjetnost toga vremena, kao što je prikazano u iskopinama Kurganskih spilja u stepama Rusije i Indo-Arijevskim spiljama u Xinjiang-u, Kina.